# Vytautas Šustauskas
Vytautas Šustauskas (ur. 19 marca 1945 w Krożach, zm. 21 czerwca 2023) – litewski inżynier i samorządowiec, mer Kowna (2000), poseł na Sejm Republiki Litewskiej (2000–2004), przewodniczący Litewskiego Związku Wolności

## Życiorys
W 1964 ukończył technikum stoczniowe w Kłajpedzie. Od 1968 studiował przez dwa lata na filii kowieńskiego Instytutu Politechnicznego w Kłajpedzie, później kształcił się również w lokalnej szkole morskiej. W 2005 uzyskał magisterium na wydziale nauk społecznych Uniwersytetu Kłajpedzkiego.
W 1967 rozpoczął pracę na litewskich kutrach rybackich. W latach 1968–1972 był zatrudniony jako mechanik w kłajpedzkim zakładzie „Progresas”, później do 1989 był inżynierem w instytucie radiowym w Kownie. Pod koniec lat 80. zaangażował się w działalność polityczną, wstępując do Litewskiej Ligi Wolności. W latach 1989–1992 stał na czele jej oddziału w Kownie. W 1994 założył na bazie części tego ruchu ogólnokrajową partię polityczną pod nazwą Litewski Związek Wolności, której został przewodniczącym.
W 1995 uzyskał po raz pierwszy mandat radnego Kowna, który odnawiał w kolejnych wyborach w 1997, 2000 i 2002. Od kwietnia do października 2000 sprawował urząd mera tego miasta. W 2000 wybrano go do Sejmu Republiki Litewskiej, w związku z czym zrezygnował z funkcji burmistrza. Dwa lata później kandydował w wyborach prezydenckich, uzyskując w I turze 0,4% głosów. W wyborach w 2004 i 2008 bez powodzenia kandydował do parlamentu.
Był znany z wypowiedzi uważanych za skandaliczne i rasistowskie, m.in. publicznie powiedział: Gdyby nie Niemcy, Litwini musieliby czyścić buty Żydom na kowieńskiej Laisvės alėje. Brał udział w akcjach przeciwko prawom osób LGBT i członkostwu w NATO oraz w obronie Algirdasa Paleckisa. 